# Malé Kršteňany
Malé Kršteňany – wieś (obec) w powiecie Partizánske, w kraju trenczyńskim na Słowacji. Znajduje się w północnej części Niziny Naddunajskiej.